# Gustav Haestskau
Gustav Haestskau war als Landvermesser im frühen 18. Jahrhundert in Preußen tätig. In der Stadt Spandau erstellte er von 1724 bis 1728 im Auftrag der preußisch-kurmärkischen Kriegs- und Domänenkammer ein achtteiliges Katasterwerk der damals selbstständigen Stadt Spandau und der umliegenden Ländereien. Hiermit wurde für die befestigte Stadt Spandau erstmals ein komplettes Liegenschaftskataster mit den großmaßstäblichen Karten Spandau Intra moenia (1:1.000) und Spandau extra moenia (1:3.100) sowie entsprechenden Eigentümerverzeichnissen geschaffen, welches heute noch vorliegt. Bemerkenswert ist die Präzision der Grenzdarstellungen in den Karten, die sich mit heutigen Katasterkarten in Deckung bringen lassen.

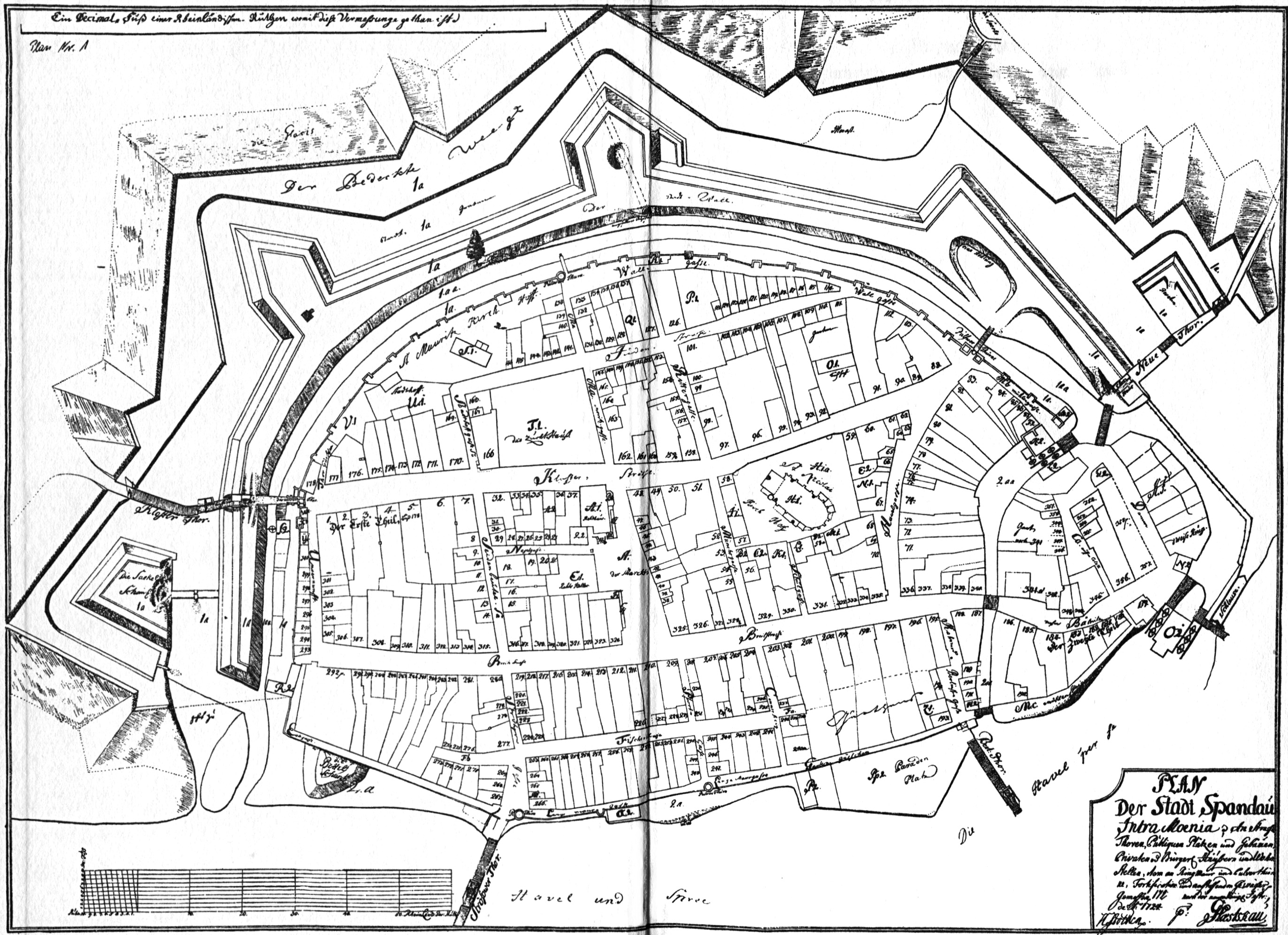
Katasterkarte von Spandau innerhalb der Stadtmauer im Jahr 1724

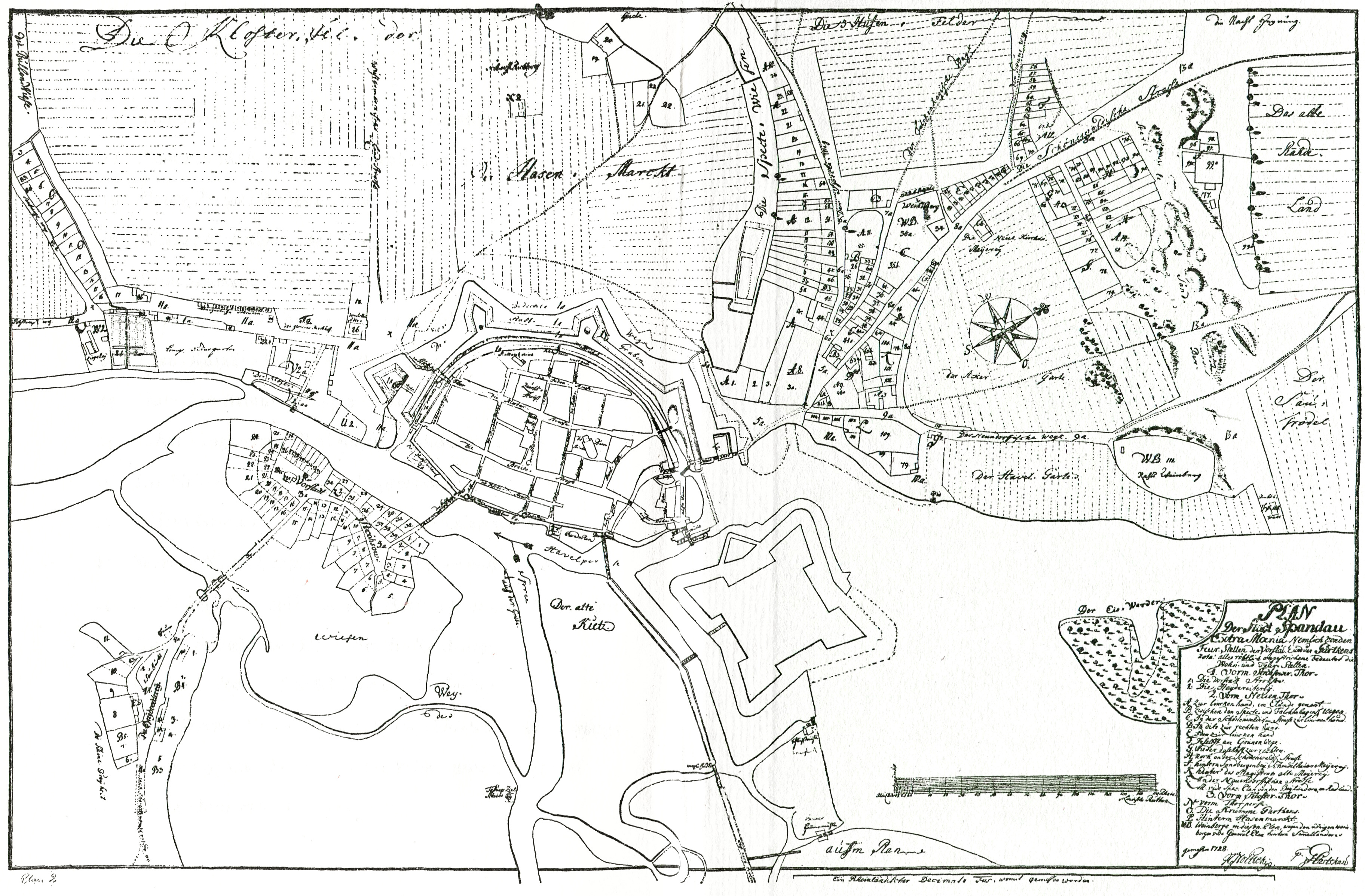
Katasterkarte Spandau Extra moenia außerhalb der Stadtmauer im Jahr 1728

Der seit 1720 in Spandau tätige Haestskau verehelichte sich nach dem Tod seiner Frau erneut 1728 in der Nikolaikirche von Spandau; 1730 soll er Spandau verlassen haben. Über seine Herkunft, Ausbildung und seinen weiteren Lebensweg nach der Tätigkeit in Spandau ist kaum etwas bekannt. Er war um 1735 bei Joachimsthal und Golzow tätig und soll danach in der Gegend von Magdeburg gearbeitet haben.
Seine berufliche Stellung in der Stadt Spandau lässt sich nicht zweifelsfrei klären. Er arbeitete als Conducteur im Auftrag des preußischen Staats; die Stadt Spandau hatte lediglich für seine Besoldung aufzukommen. Da er als königlicher Landmesser bezeichnet wurde, kann vermutet werden, dass er Staatsbeamter war. Er könnte jedoch auch als Beliehener, d. h. als bestellter, freischaffender Landmesser, ähnlich einem heutigen Öffentlich bestellten Vermessungsingenieur, tätig gewesen sein. Während seiner Zeit in Spandau war Haestskau ebenfalls mit kleineren Vermessungsangelegenheiten beschäftigt, z. B. mit der Fertigung einer Bauvorlage, einer Grenzregulierung oder mit dem Aufmaß und der Turmhöhenbestimmung der St. Nikolaikirche.
Nach ihm ist seit dem 15. Juni 2000 in einem Geodätenviertel anlässlich des Kongresses INTERGEO 2000 des Deutschen Vereins für Vermessungswesen und des Deutschen Vereins für Kartographie in Berlin die Gustav-Haestskau-Straße im Bezirk Spandau (Siedlung Havelblick, Gatow) benannt.